# Bostrychopsebium usurpator
Bostrychopsebium usurpator är en skalbaggsart som beskrevs av Holzschuh 1989. Bostrychopsebium usurpator ingår i släktet Bostrychopsebium och familjen långhorningar.
Artens utbredningsområde är Sri Lanka. Inga underarter finns listade i Catalogue of Life.